# Fisi
A la mitologia grega, Fisi (en grec antic Φυσις Phusis, 'natura') era la deïtat primordial de la natura i un dels primers éssers a sorgir al principi dels temps. Els  romans li van dir Natura.
Se li atribuïen ambdós sexes, i de vegades se la identificava amb Gea (la Mare Terra), amb Eros Protògenes (el desig sexual) o amb Fanes i Thesis (com déus creadors).